# Dalej jest noc. Losy Żydów w wybranych powiatach okupowanej Polski

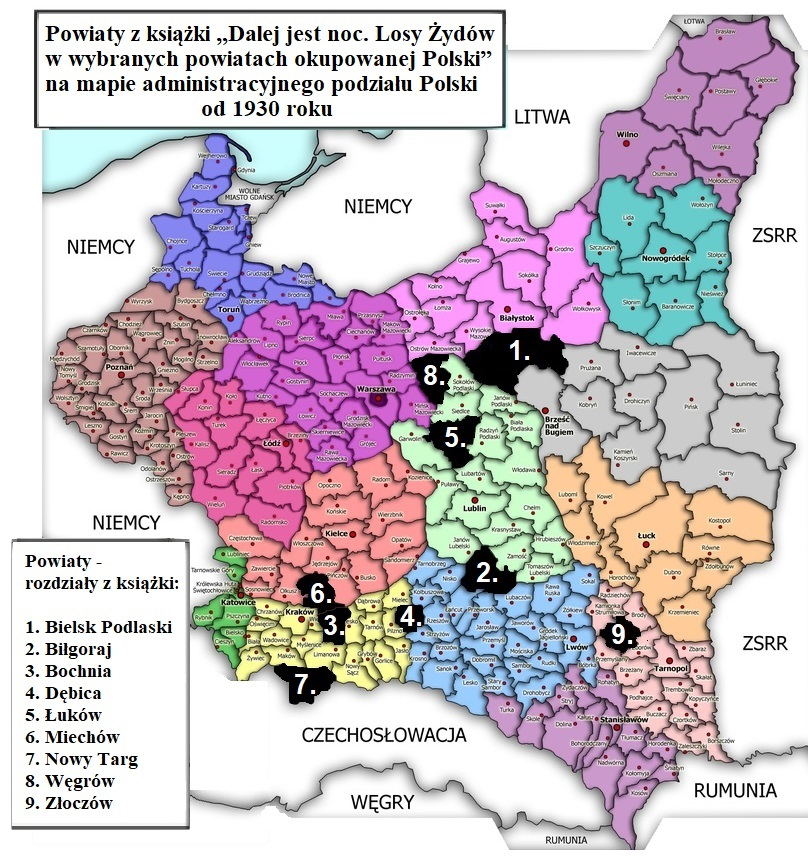
Powiaty z książki

Dalej jest noc. Losy Żydów w wybranych powiatach okupowanej Polski – dwutomowa praca zbiorowa pod redakcją Barbary Engelking i Jana Grabowskiego. Wydana w roku 2018, stanowi ona podsumowanie kilkuletniego projektu badawczego realizowanego przez Centrum Badań nad Zagładą Żydów pod tytułem Strategie przetrwania Żydów podczas okupacji w Generalnym Gubernatorstwie, 1942–1945. Studium wybranych powiatów. Praca ma charakter historiograficzny, a jej głównym celem jest ukazanie strategii przetrwania ludności żydowskiej w czasie II wojny światowej na terenach polskich. Przyjęta metodologia opierała się na analizie zjawiska w ujęciu mikrohistorycznym i regionalnym.

## Segmentacja i struktura
Pod względem edytorskim praca podzielona jest na dwa tomy (t. 1 – 868 ss., t. 2 – 832 ss.) Pod względem merytorycznym dzieli się na kilka części. Wstęp zawiera omówienie celów pracy, metodologii, bazy źródłowej oraz uwagi ogólne dotyczące problemu na tle historycznym. Część zasadnicza podzielona jest na 9 rozdziałów, z których każdy koncentruje się na jednym z powiatów przedwojennej Polski:
1. Bielsk Podlaski (146 stron, autor Barbara Engelking)
2. Biłgoraj (192 strony, Alina Skibińska)
3. Bochnia (122 strony, Dagmara Swałtek-Niewińska)
4. Dębica (162 strony, Tomasz Frydel)
5. Łuków (76 stron, Jean-Charles Szurek)
6. Miechów (202 strony, Dariusz Libionka)
7. Nowy Targ (148 stron, Karolina Panz)
8. Węgrów (164 strony, Jan Grabowski)
9. Złoczów (236 stron, Anna Zapalec)

Rozdziały podlegają dalszej segmentacji, częściowo w zależności od wyodrębionych etapów czasowych a częściowo koncentrując się na wybranych zagadnieniach lub poszczególnych epizodach. Praca zawiera 9 map, bibliografię, indeks osobowy, indeks geograficzny, wykaz skrótów i noty o autorach. Niektóre rozdziały zawierają wykazy źródeł i aneksy.

## Recepcja i kontrowersje
Książka spotkała się z krytyką ze strony pracowników IPN. Szczególnie krytyczna była opinia Piotra Gontarczyka i Tomasza Domańskiego. W artykułach i osobnych broszurach zarzucili oni publikacji liczne nieścisłości i błędy faktograficzne. Gontarczyk określił rozdział autorstwa Grabowskiego jako twórczość „z pogranicza naukowej mistyfikacji”. Obaj zakwestionowali też wiarygodność Barbary Engelking jako historyka. Krytyczne uwagi do rozdziału o powiecie bielskim Barbary Engelking opublikowała również Joanna Tokarska-Bakir.
W wydanym oświadczeniu Instytut Filozofii i Socjologii PAN, w skład którego wchodzi Centrum Badań nad Zagładą Żydów, wezwał Gontarczyka do zaprzestania „medialnej kampanii oszczerstw” wobec autorów publikacji i przedstawienia recenzji naukowej. Wszyscy współautorzy książki w osobnych tekstach na stronie Centrum Badań nad Zagładą Żydów zamieścili własne odpowiedzi na krytykę Gontarczyka i Domańskiego. W odpowiedzi Domański opublikował w roku 2020 kolejną broszurę, w której w całości podtrzymał swoje dotychczasowe stanowisko. Gontarczyk podtrzymał swoje zarzuty w formie publicystycznej.
Publicysta Jacek Borkowicz – pozostając krytycznym wobec Engelking i Grabowskiego – stwierdził, że Dalej jest noc „to najsolidniejsza jak dotąd, choć tylko częściowa, dokumentacja żydowskich losów na okupowanych przez Niemców polskich terytoriach”.

## Źródła
1. ↑  Barbara Engelking, Jan Grabowski: Dalej jest noc. Losy Żydów w wybranych powiatach okupowanej Polski. [w:] Centrum Badań nad Zagładą Żydów [on-line]. holocaustresearch.pl. [dostęp 2019-04-18].
2. ↑  zob. też Tomasz Roguski,  Dalej jest noc. Losy Żydów w wybranych powiatach okupowanej Polski, red. Barbara Engelking i Jan Grabowski, [w:]  Glaukopis 36 (2018), ss. 335-356, Roman Gieroń, Próby przetrwania zagłady w powiecie bocheńskim. Refleksje po lekturze artykułu Dagmary Swałtek-Niewińskiej, [w:] Zeszyty Historyczne WiN 47 (2018), ss. 95-108, Dawid Golik, Nowotarska noc. Kilka uwag na marginesie artykułu Karoliny Panz, [w:] Zeszyty Historyczne WiN 47 (2018), ss. 109-134
3. ↑  P. Gontarczyk, Czy bracia Hryć byli polskimi mordercami Żydów? Czyli uwagi na temat naukowej wiarygodności badań prof. Barbary Engelking, [w:] Dzieje Najnowsze 50/4 (2018), s. 203 i n., przypis nr 14.
4. ↑  Tomasz Domański, Korekta obrazu? : refleksje źródłoznawcze wokół książki "Dalej jest noc. Losy Żydów w wybranych powiatach okupowanej Polski", t. 1-2, red. Barbara Engelking, Jan Grabowski, Warszawa, 2018, Warszawa 2019, ISBN 978-83-8098-579-7, OCLC 1099312298 [dostęp 2021-08-05]. Brak numerów stron w książce
5. ↑  Piotr Gontarczyk, Między nauką a mistyfikacją, czyli o naturze piśmiennictwa Jana Grabowskiego na podstawie casusu wsi Wrotnów i Międzyleś powiatu węgrowskiego, [w:] Glaukopis 36 (2018), ss. 313-323
6. ↑  Piotr Gontarczyk, Czy bracia Hryć byli polskimi mordercami Żydów? Czyli uwagi na temat naukowej wiarygodności badań prof. Barbary Engelking, [w:] Dzieje Najnowsze 50/4 (2018), ss. 201-224, Domański 2018, ss. 32-34, 49-50, 53, 71-72
7. ↑  Joanna Tokarska-Bakir, Błąd pomiaru. O artykule Barbary Engelking "Powiat bielski", „Teksty Drugie”, 5, 2018, s. 166–194, DOI: 10.18318/td.2018.5.11 [dostęp 2021-07-23].
8. ↑  Natalia Skipietrow: W sprawie wypowiedzi dr. Piotra Gontarczyka na temat książki „Dalej jest noc…”. [w:] Instytut Filozofii i Socjologii Polskiej Akademii Nauk [on-line]. ifispan.pl. [dostęp 2019-04-18].
9. ↑  Barbara Engelking; Jan Grabowski: Nieudana Korekta obrazu. [w:] Centrum Badań nad Zagładą Żydów [on-line]. 27 lutego 2019.
10. ↑  Jan Grabowski, Odpowiedź na recenzję [online], www.holocaustresearch.pl [dostęp 2021-06-08].
11. ↑  Dagmara Swałtek-Niewińska, Odpowiedź na recenzję [online], www.holocaustresearch.pl [dostęp 2021-06-08].
12. ↑  Dariusz Libionka, Odpowiedź na recenzję [online], www.holocaustresearch.pl [dostęp 2021-06-08].
13. ↑  Anna Zapalec, Odpowiedź na recenzję [online], www.holocaustresearch.pl [dostęp 2021-06-08].
14. ↑  Alina Skibińśka, Odpowiedź na recenzję [online], www.holocaustresearch.pl [dostęp 2021-06-08].
15. ↑  Tomasz Frydel, Odpowiedź na recenzję [online], www.holocaustresearch.pl [dostęp 2021-06-08].
16. ↑  Karolina Panz, Odpowiedź na recenzję [online], www.holocaustresearch.pl [dostęp 2021-06-08].
17. ↑  Barbara Engelking, Odpowiedź na recenzję [online], www.holocaustresearch.pl [dostęp 2021-06-08].
18. ↑  Jean Charles Szurek, Odpowiedź na recenzję [online], www.holocaustresearch.pl [dostęp 2021-06-08].
19. ↑  Tomasz Domański, Korekty ciąg dalszy, Warszawa 2020, ISBN 978-83-8098-213-0
20. ↑  AGIE, KF, Historyk demaskuje Grabowskiego i Engelking: Nożyczkami wycinali i zmieniali znaczenia cytatów, [w:] TVP Info 18.03.2021
21. ↑  Jacek Borkowicz: Pogruchotana pamięć o Zagładzie. rp.pl, 2018-05-17. [dostęp 2022-10-27].